# Gilles Bellomi
Gilles Bellomi est un comédien, auteur et metteur en scène français.

## Biographie
Sportif de haut niveau en arts martiaux (notamment en karaté), Gilles Bellomi entame une formation de comédien au début des années 1990[réf. nécessaire].

## Filmographie

### Cinéma

#### Longs métrages
- 2003 : Le Shtar : le chef maton
- 2005 : J'invente rien de Michel Leclerc : le conducteur violent
- 2008 : Un prophète de Jacques Audiard : un gardien
- 2011 : La Planque d'Akim Isker : Gilles
- 2011 : L'Exercice de l'État de Pierre Schoeller : le commandant des pompiers
- 2013 : Piste noire de Jalil Naciri : Gilles
- 2014 : Mea Culpa de Fred Cavayé : Andréi
- 2022 : Le Parfum vert de Nicolas Pariser
- 2022 : 16 Ans de Philippe Lioret

#### Courts métrages
- 2000 : Les Nouvelles Mésaventures d'Alfred le crapaud : Alfred 007 de Jon J. Carnoy
- 2005 : La Planque d'Akim Isker : Gilles
- 2008 : Je suis enceinte !!! de Lydie Müller : l'homme du parc violent
- 2012 : Entre désirs de Cristina Palma de Figueiredo : Victor

### Télévision
- 2002 : L'Été rouge de Gérard Marx : le jeune lieutenant
- 2004 : Gloire et Fortune : La Grande Imposture : Jean-Claude, l'« ex-militaire »
- 2007 : Paris, enquêtes criminelles (série) de Dominique Tabuteau : le commissaire
- 2011 : Les Beaux Mecs (série) de Gilles Bannier : le policier en intervention

## Doublage

### Cinéma
- 2022 : Scream : voix additionnelles
- 2022 : Downton Abbey 2 : Une nouvelle ère : Bertie Hexham (Harry Hadden-Paton)
- 2022 : Jurassic World : Le Monde d'après : Wyatt Huntley (Kristoffer Polaha)
- 2022 : The Gray Man : voix additionnelles
- 2023 : Missing : Disparition inquiétante : voix additionnelles
- 2023 : Agent Stone : voix additionnelles
- 2023 : My Dear F***ing Prince : voix additionnelles
- 2023 : Reptile : ? (?)
- 2024 : Rebel Moon - Partie 2 : L'Entailleuse : ? (?)
- 2024 : Scoop : ? (?)

### Télévision

#### Séries télévisées
- 2023 : Signe astrologique : Vierge : voix additionnelles
- 2023 : La Vie mensongère des adultes : voix additionnelles (mini-série)
- 2023 : The Idol : voix additionnelles
- 2023 : La Traque dans le sang (en) : voix additionnelles
- 2024 : Cent Ans de solitude : Apolinar Moscote (Jairo Camargo (es))
- 2025 : Toxic Town : ? (?) (mini-série)

## Théâtre
- 2011 : Crac-crac de Gilles Bellomi